# An Old Story with a New Ending
An Old Story with a New Ending è un cortometraggio del 1910 diretto da David W. Griffith e da Frank Powell.

## Produzione
Prodotto dalla Biograph Company, il film fu girato a Coytesville nel New Jersey.

## Distribuzione
Distribuito dalla Biograph Company, il film - un cortometraggio di 155 metri - uscì nelle sale cinematografiche statunitensi il 18 agosto 1910 accoppiato in split reel nella programmazione con un altro cortometraggio, When We Were in Our ’teens.